# Styasasia
- Commons
- Wikispecies

Styasasia S.Moore, 1905, segundo o Sistema APG II, é um gênero botânico da família Acanthaceae

## Espécie
Styasasia africana